# Swing When You’re Winning
A Swing When You’re Winning című album Robbie Williams angol énekes tradicionális pop albuma, amely 2001. november 19-én jelent meg az Egyesült Királyságban. Ez a nagylemez Williams ötödik szólóalbuma, főleg pop sztenderdeket tartalmaz. Az album címe utalás Williams előző nagylemezére, a Sing When You’re Winningre.
Williams mindig is rajongott Frank Sinatra zenéjéért. A Bridget Jones naplója című filmben szereplő Have You Met Miss Jones? - Sinatra által is feldolgozott dal - sikerén felbuzdulva készült a lemez.
Kaliforniában, Los Angelesben rögzítették az albumot, a Capitol Stúdióban.
Az album az Egyesült Királyságban hétszeres platinalemez minősítést kapott.

## Az Albumról
Az album fő attrakciója a Somethin’ Stupid című szám, amelyet Williams Nicole Kidmannel együtt énekel. Kislemez formájában is megjelent 2001. december 10-én. Másik sikeres dal az albumról a Beyond The Sea, amely a Némó nyomában című film betétdala lett és a Have You Met Miss Jones ?, amely a Bridget Jones naplója című filmben szerepelt. Az album első dala, az I Will Talk and Hollywood Will Listen az egyetlen eredeti szám a lemezen.
Az album több duettet is tartalmaz különböző színészekkel: Rupert Everett, Nicole Kidman, Jon Lovitz és Jane Horrocks és egy speciális vendégelőadót, Williams legjobb barátját, Jonathan Wilkes-t. Meglepetésnek az album tartalmaz még egy duettet, a Frank Sinatrával közösen előadott It Was a Very Good Year című számot, amelyben Williams énekli az első két strófát és a harmadik-negyedik strófához Sinatra-felvételt használtak vokálnak. Williams szerint ennek ötlete akkor született, amikor az egyik session zenésze Sinatra családjának énekelt. Ez a zenész nagy barátja volt a Sinatra-családnak és játszott is Sinatra-val az It Was a Very Good Year eredeti verziójában. Néhány dal felvételén közreműködnek a London Session Orchestra zenészei.
Williams régi nagy álma teljesült, amikor koncertet adott a londoni Royal Albert Hallban 2001-ben a London Session Orchestra-val. Ennek felvétele DVD formájában is megjelent ugyan ebben az évben. (Robbie Williams Live at the Albert)

## Siker
A harmadik album sikere után Williams egy másik zenei irányzat felé akart nyitni. A turnéjából két hetet felszabadított, hogy felvegye a negyedik album hanganyagát, azét, amelyről mindig is álmodott.
Amikor a Swing When You’re Winning-album (a 2000-es Sing When You’re Winning albumra való hivatkozással) 2001 végén megjelent, a dal azonnal első lett az Egyesült Királyságban (hat hétig az első helyen volt). Írországban, Új-Zélandon, Ausztriában, Németországban és Svájcban is az első tíz között szerepelt, az egész világon több mint 2 millió darabot adtak el belőle, 2001 végére 7 milliót.
A lemez 57 hétig szerepelt az angol slágerlistán, 2,1 millió példányban kelt el, hétszeres platinalemez lett az Egyesült Királyságban és a 49. legjobb valaha eladott angol album lett.

## Kislemezek
Az első kislemez a Nicole Kidmannel készült duett volt, a Somethin’ Stupid. Az eredeti felvétel Frank és Nancy Sinatra duettje volt, a szám Williams ötödik első helyezett dala lett az Egyesült Királyságban, csaknem 100 000 darabot adtak el belőle a megjelenés hetében, Argentínában, Új-Zélandon, Lettországban is a slágerlisták élén volt, egész Európában a top tenben szerepelt. Összességében elmondható, hogy a dal a 2002-es év egyik legnagyobb slágere lett, mintegy 200 000 példányban kelt el az Egyesült Királyságban, és 2002 januárjában már ezüstlemezes volt.
A második kislemez az albumról a Mr. Bojangles/I Will Talk And Hollywood Will Listen volt, bár ezt csak Közép- és Kelet-Európában árusították. A Mack The Knife című dalt pedig csak Mexikóban.
Bár nem kislemez, de a Beyond the Sea című szám 2003-ban bekerült a Némó nyomában című rajzfilmbe, és Oscar-díjra jelölt dal lett.

## A DVD
Az album anyaga alapján készült DVD, amely a Live at the Albert címet kapta, decemberben jelent meg. Ez ideig az egyik legnagyobb példányban eladott DVD Európában, az Egyesült Királyságban hatszoros platinalemez minősítést kapott Németországban pedig kétszeres platinalemez lett.
A DVD az album összes dalát tartalmazza, minden duettet: Rupert Everettel, Jonathan Wilkes-szel, Jon Lovitz-cal, Jane Horrocks-szal és a Frank Sinatrával közös duett élő verzióját is. Nicole Kidman részt vett a showban, de a Somethin' Stupid volt az egyetlen dal, melynek nem az élő felvétele szerepel a DVD-n. Továbbá van néhány szám, amit koncerten rögzítettek, de nincs rajta a lemezen:
- The Lady is a Tramp
- Let's Face the Music and Dance
- My Way (finale)

## Dalok listája
| #   | Cím                                                  | Szerzők                                     | Hossz |
| --- | ---------------------------------------------------- | ------------------------------------------- | ----- |
| 1.  | I Will Talk And Hollywood Will Listen                | Guy Chambers, Robbie Williams               | 3:17  |
| 2.  | Mack the Knife                                       | Marc Blitzstein, Bertolt Brecht, Kurt Weill | 3:18  |
| 3.  | Somethin’ Stupid (Nicole Kidman-nel)                 | C. Carson Parks                             | 2:50  |
| 4.  | Do Nothin' Till You Hear from Me                     | Duke Ellington, Bob Russell                 | 2:58  |
| 5.  | It Was a Very Good Year (Frank Sinatra-val)          | Ervin Drake                                 | 4:28  |
| 6.  | Straighten Up and Fly Right                          | Nat King Cole, Irving Mills                 | 2:36  |
| 7.  | Well Did You Evah! (John Lovitz-al)                  | Cole Porter                                 | 3:50  |
| 8.  | Mr. Bojangles                                        | Jerry Jeff Walker                           | 3:17  |
| 9.  | One for My Baby (And One More for the Road)          | Harold Arlen, Johnny Mercer                 | 4:17  |
| 10. | Things (Jane Horrock-kal)                            | Bobby Darin                                 | 3:22  |
| 11. | Ain't That A Kick In The Head?                       | Sammy Cahn, James Van Heusen                | 2:27  |
| 12. | They Can't Take That Away from Me (Rupert Everettel) | George Gershwin, Ira Gershwin               | 3:07  |
| 13. | Have You Met Miss Jones?                             | Lorenz Hart, Richard Rodgers                | 2:34  |
| 14. | Me and My Shadow (Jonathan Wilkes-szel)              | Dave Dreyer, Al Jolson, Billy Rose          | 3:16  |
| 15. | Beyond the Sea                                       | Jack Lawrence, Charles Trenet               | 28:14 |
| 16. | "Rejtett dal", Outtakes after Beyond the Sea         |                                             |       |

## Helyezések, eladási statisztika
| Ország             | Legmagasabb helyezés | Minősítés (ha van) | Eladások   |
| ------------------ | -------------------- | ------------------ | ---------- |
| Argentína          | 9                    | platinalemez       | 40 000+    |
| Ausztrália         | 3                    | 4x platinalemez    | 280 000+   |
| Ausztria           | 1                    | 4x platinalemez    | 120 000+   |
| Kanada             |                      | aranylemez         | 50 000+    |
| Franciaország      | 21                   | aranylemez         | 100 000+   |
| Németország        | 1                    | 5x platinalemez    | 1 000 000+ |
| Magyarország       | 2                    | aranylemez         | 5 000+     |
| Írország           | 1                    |                    |            |
| Hollandia          |                      | platinalemez       | 80 000+    |
| Új-Zéland          | 1                    | 5x platinalemez    | 75 000+    |
| Lengyelország      |                      | aranylemez         | 20 000+    |
| Svédország         | 4                    | platinalemez       | 60 000+    |
| Svájc              | 1                    | 3x platinalemez    | 120 000+   |
| Egyesült Királyság | 1                    | 7x platinalemez    | 2 100 000+ |